# James Nasmyth
Pour les articles homonymes, voir Nasmyth.
 (janvier 2016).
Si vous disposez d'ouvrages ou d'articles de référence ou si vous connaissez des sites web de qualité traitant du thème abordé ici, merci de compléter l'article en donnant les références utiles à sa vérifiabilité et en les liant à la section « Notes et références ».

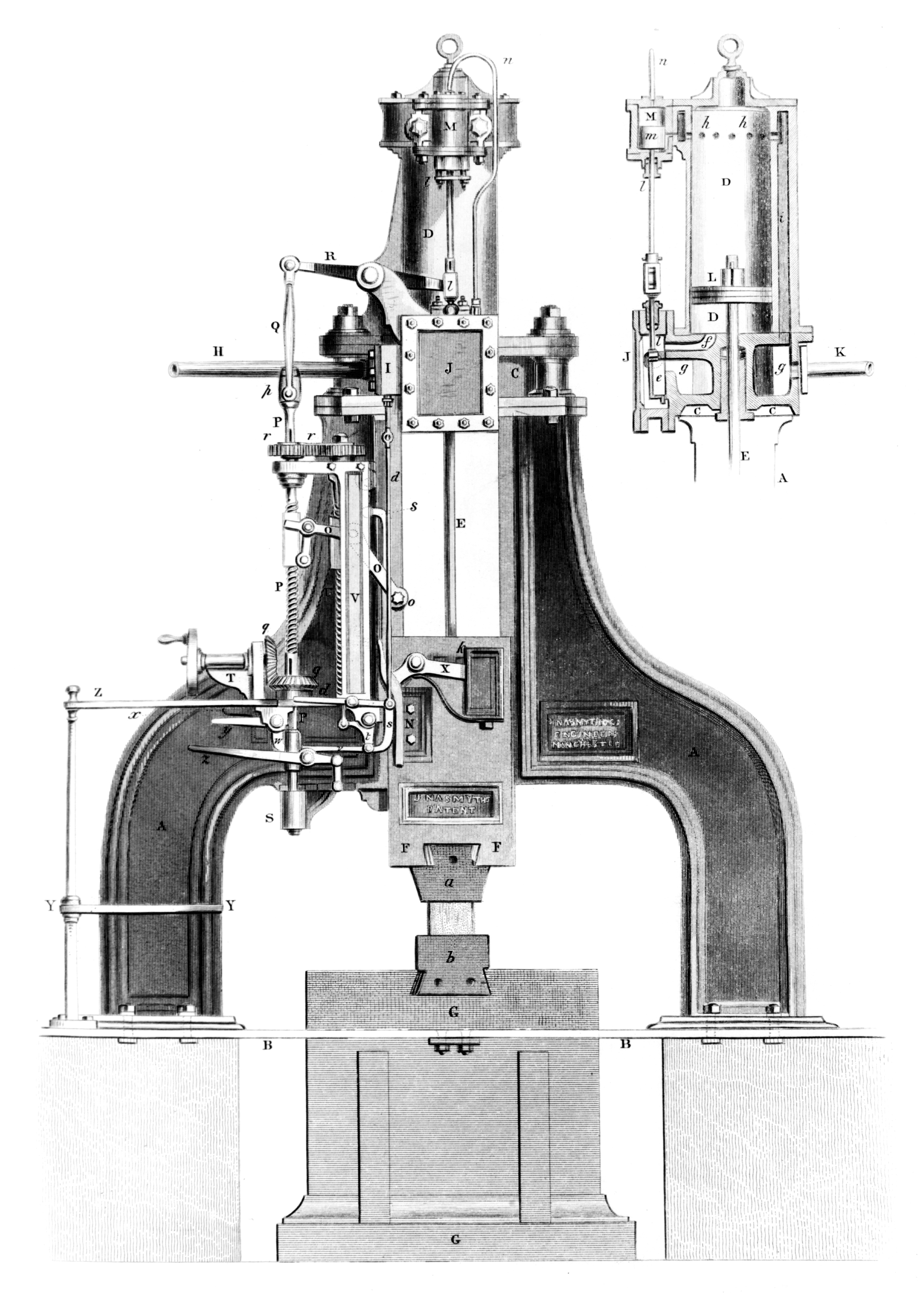
Le marteau-pilon de James Nasmyth.

James Nasmyth est un mécanicien et astronome écossais, né à Édimbourg le 19 août 1808 et mort à Londres le 7 mai 1890.
Fils du peintre Alexander Nasmyth, il montra de bonne heure de grandes aptitudes pour les mathématiques et la mécanique, travailla de 1829 à 1831 chez le constructeur Henry Maudslay, puis fonda à Particroft, près de Manchester, un important établissement qui prospéra rapidement sous le nom de fonderie Bridgewater et qu'il pourvut d'un outillage perfectionné. 
Parmi ses nombreuses inventions, il faut surtout citer le marteau-pilon, dont il paraît avoir eu l'idée en même temps que le Français François Bourdon. On lui doit également une cuiller de sûreté pour les fondeurs, un ventilateur pour les mines, un laminoir, une machine marine, etc.
Il s'était retiré en 1837 à Penshurst (comté de Kent), s'occupant avec passion d'astronomie et prenant, avec des appareils de sa construction, des photographies du Soleil et de la Lune, qui comptaient parmi les plus remarquables qu'on ait encore obtenues. Il a également inventé le télescope Nasmyth, une variante du Cassegrain.

## Publications
- Remarks on Tools and Machinery (Londres, 1858)
- The Moon : Considered as a Planet, a World, and a Satellite, en collab. avec J. Carpenter (1874)